# مسترجسة أريزونية
مسترجسة أريزونية[بحاجة لمصدر] (الاسم العلمي: Sordaria arizonensis) هي نوع من الفطريات تتبع جنس المسترجسة من الفصيلة المسترجسية.